# Mihăileni (Sibiu)
Mihăileni [ˈmihəilenʲ] (veraltet Șaldorf, Șoale; deutsch Schaldorf, ungarisch Sálfalva) ist eine Gemeinde im Kreis Sibiu in der Region Siebenbürgen in Rumänien.

## Geographische Lage

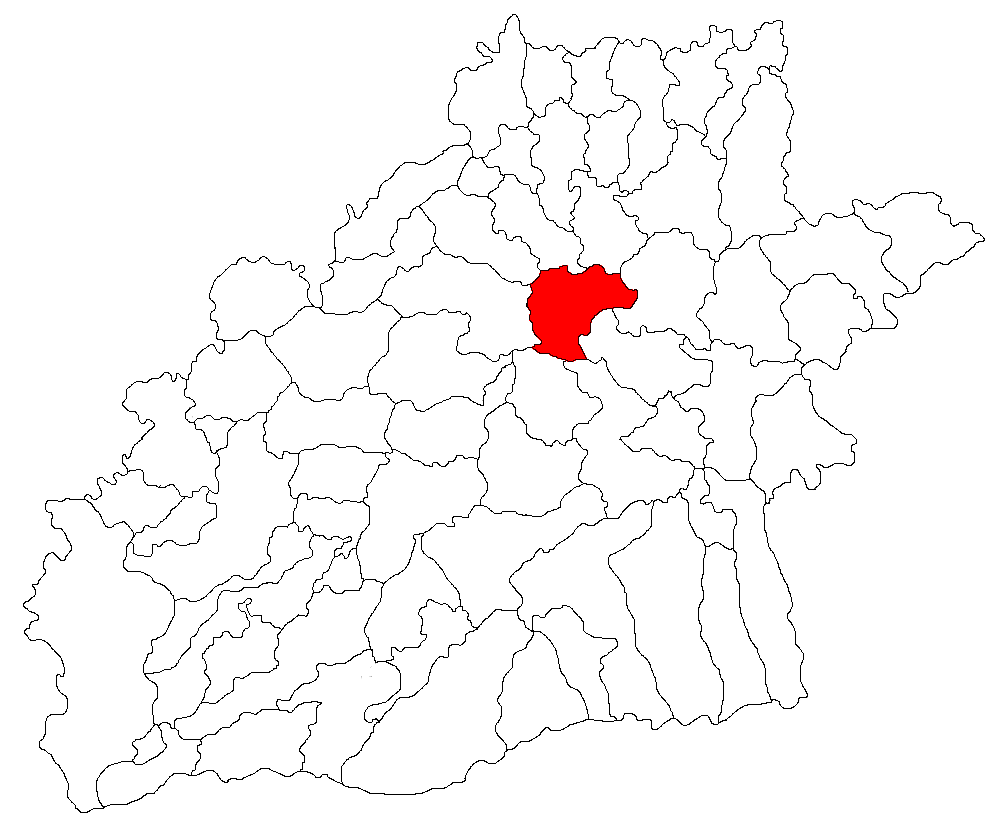
Lage von Mihăileni im Kreis Sibiu

Die Gemeinde Mihăileni liegt im Siebenbürgischen Becken, im Harbacher Hochland etwa im Zentrum des Kreises Sibiu. Am Bach Șoala – ein rechter Zufluss der Vișa (Weißbach) – und der Kreisstraße (drum județean) DJ 141A befindet sich der Ort 30 Kilometer südöstlich von der Kleinstadt Copșa Mică (Kleinkopisch); die Kreishauptstadt Sibiu (Hermannstadt) liegt etwa 50 Kilometer südwestlich.

## Geschichte
Der Ort Mihăileni wurde 1382 erstmals urkundlich erwähnt.
Nach der Revolution von 1848 wurden die protestierenden Wortführer gezwungen ihre Gesuche zurückzunehmen, so auch hier in Mihăileni der Geistliche I. Lebu.
Ende des 19. Jahrhunderts gehörte Schaldorf im damaligen Kreis Hermannstadt dem Bezirk Marktschelken an und hatte etwa 480 Einwohner.

## Bevölkerung
Die Bevölkerung der Gemeinde entwickelte sich wie folgt:
| Volkszählung | Volkszählung | Ethnische Zusammensetzung | Ethnische Zusammensetzung | Ethnische Zusammensetzung | Ethnische Zusammensetzung |
| Jahr         | Bevölkerung  | Rumänen                   | Ungarn                    | Deutsche                  | Andere                    |
| ------------ | ------------ | ------------------------- | ------------------------- | ------------------------- | ------------------------- |
| 1850         | 2.389        | 1.146                     | 87                        | 1.014                     | 142                       |
| 1941         | 3.100        | 1.661                     | 61                        | 1.341                     | 37                        |
| 1956         | 2.990        | 1.902                     | 15                        | 1.015                     | 58                        |
| 1977         | 1.806        | 1.025                     | 4                         | 704                       | 73                        |
| 1992         | 1.035        | 757                       | 1                         | 76                        | 201                       |
| 2002         | 1.062        | 809                       | 7                         | 31                        | 215                       |
| 2011         | 1.036        | 742                       | 3                         | 22                        | 269 (243 Roma)            |
| 2021         | 973          | 618                       | 2                         | 7                         | 346 (235 Roma)            |

Seit 1850 wurde auf dem Gebiet der heutigen Gemeinde die höchste Einwohnerzahl und gleichzeitig die der Rumäniendeutsche 1941 ermittelt. Die höchste Anzahl der Rumänen wurde 1956, die der Roma 2011 und die der Magyaren (106) wurde 1890 gezählt. Des Weiteren wurde 1890 ein Slowake und 1992 ein Serbe registriert. Die meisten Rumäniendeutsche wurden in den eingemeindeten Dörfern Metiș (Martinsdorf) – von 1850 bis 1941 etwa 83 % – und auch in Moardăș (Mardisch) und Răvășel (Rosch) registriert.

## Sehenswürdigkeiten
- Im eingemeindeten Dorf Metiș die evangelische Kirche, im 15. Jahrhundert errichtet und im 19. erneuert (1863 eingeweiht[8]), steht unter Denkmalschutz.[9]
- Im eingemeindeten Dorf Moardăș die evangelische Kirchenburg, im 14. Jahrhundert errichtet, steht unter Denkmalschutz.[9] Von der Ringmauer sind heute nur noch Teile zu sehen. Der Glockenturm stürzte 1880 ein, sodass ein im Nordosten der Kirchenburg stehender Rundturm eine Zeitlang als Glockenturm diente. 1913 und 1959 wurde die Kirche umfassend renoviert.[10]